# Amphoe Thoen

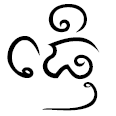
„Thoen“ in Lanna-Schrift

Amphoe Thoen (Thai อำเภอ เถิน, Aussprache: ʔāmpʰɤ̄ː tʰɤ̌n) ist der südlichste Landkreis (Amphoe – Verwaltungs-Distrikt) der Provinz Lampang. Die Provinz Lampang liegt in der Nordregion von Thailand. 

## Geographie
Benachbarte Landkreise (von Norden im Uhrzeigersinn): die Amphoe Soem Ngam und Sop Prap der Provinz Lampang, Wang Chin der Provinz Phrae, Si Satchanalai, Thung Saliam und Ban Dan Lan Hoi der Provinz Sukhothai, Ban Tak und Sam Ngao der Provinz Tak, Mae Phrik der Provinz Lampang, sowie Li und Thung Hua Chang der Provinz Lamphun.
Der 587 km² große Nationalpark Mae Wa (อุทยานแห่งชาติแม่วะ) liegt zum Teil im Landkreis Thoen, er zieht sich weiter hinunter bis Ban Tak in der Provinz Tak. Besonders sehenswert ist der achtstufige Mae-Wa-Wasserfall (น้ำตกแม่วะ). Der Park wurde am 17. November 2000 offiziell eröffnet.

## Verwaltung

### Provinzverwaltung
Der Landkreis Thoen ist in acht Tambon („Unterbezirke“ oder „Gemeinden“) eingeteilt, die sich weiter in 95 Muban („Dörfer“) unterteilen.
| Nr. | Name       | Thai    | Muban | Einw.  |
| --- | ---------- | ------- | ----- | ------ |
| 01. | Lom Raet   | ล้อมแรด  | 14    | 15.437 |
| 02. | Mae Wa     | แม่วะ    | 08    | 05.780 |
| 03. | Mae Pa     | แม่ปะ    | 10    | 04.577 |
| 04. | Mae Mok    | แม่มอก   | 10    | 05.254 |
| 05. | Wiang Mok  | เวียงมอก | 14    | 10.365 |
| 06. | Na Pong    | นาโป่ง   | 12    | 05.735 |
| 07. | Mae Thot   | แม่ถอด   | 13    | 06.646 |
| 08. | Thoen Buri | เถินบุรี   | 14    | 06.867 |

### Lokalverwaltung
Es gibt vier Kommunen mit „Kleinstadt“-Status (Thesaban Tambon) im Landkreis:
- Mae Mok (Thai: เทศบาลตำบลแม่มอก) bestehend aus dem kompletten Tambon Mae Mok.
- Thoen Buri (Thai: เทศบาลตำบลเถินบุรี) bestehend aus dem kompletten Tambon Thoen Buri.
- Lom Raet (Thai: เทศบาลตำบลล้อมแรด) bestehend aus dem kompletten Tambon Lom Raet.
- Wiang Mok (Thai: เทศบาลตำบลเวียงมอก) bestehend aus dem kompletten Tambon Wiang Mok.

Außerdem gibt es vier „Tambon-Verwaltungsorganisationen“ (องค์การบริหารส่วนตำบล – Tambon Administrative Organizations, TAO)
- Mae Wa (Thai: องค์การบริหารส่วนตำบลแม่วะ) bestehend aus dem kompletten Tambon Mae Wa.
- Mae Pa (Thai: องค์การบริหารส่วนตำบลแม่ปะ) bestehend aus dem kompletten Tambon Mae Pa.
- Na Pong (Thai: องค์การบริหารส่วนตำบลนาโป่ง) bestehend aus dem kompletten Tambon Na Pong.
- Mae Thot (Thai: องค์การบริหารส่วนตำบลแม่ถอด) bestehend aus dem kompletten Tambon Mae Thot.